# Hannes Þór Halldórsson
Hannes Þór Halldórsson (* 27. dubna 1984 Reykjavík) je bývalý islandský fotbalový brankář a filmový režisér.
Je odchovancem klubu Íþróttafélagið Leiknir, v roce 2007 začal chytat nejvyšší soutěž Úrvalsdeild za Fram Reykjavík. V roce 2011 vyhrál s klubem Knattspyrnufélag Reykjavíkur ligu i islandský fotbalový pohár, v roce 2012 obhájil pohárové vítězství a vyhrál islandský fotbalový superpohár.
Pracoval jako režisér pro společnost Sagafilm. Natočil hraný film Leynilögga a videoklip k písni „Never Forget“, s níž Gréta Salóme Stefánsdóttir a Jón Jósep Snæbjörnsson reprezentovali Island na Eurovision Song Contest 2012. Filmařskou kariéru přerušil v roce 2013, kdy přijal profesionální angažmá v norském klubu Sandnes Ulf. V roce 2018 natočil klip pro firmu Coca-Cola, který byl nominován na nejlepší islandskou reklamu roku.
V islandské reprezentaci debutoval v roce 2011 a nastoupil za ni v 63 mezistátních zápasech. Byl gólmanskou jedničkou na mistrovství Evropy ve fotbale 2016, kde Islanďané překvapivě postoupili do čtvrtfinále, i na mistrovství světa ve fotbale 2018, kde jeho tým skončil po třech zápasech v základní skupině. Halldórsson se výrazně zasloužil o remízu 1:1 s Argentinou, když v 64. minutě utkání zlikvidoval pokutový kop Lionela Messiho a byl vyhlášen nejlepším hráčem zápasu.
V roce 2019 se z rodinných důvodů vrátil na Island a přijal angažmá v klubu Valur.

## Klubová kariéra
- 2002–2004 Íþróttafélagið Leiknir
- 2005 Ungmennafélagið Afturelding
- 2006 Ungmennafélagið Stjarnan
- 2007–2010 Knattspyrnufélagið Fram
- 2011–2013 Knattspyrnufélag Reykjavíkur
- 2012 SK Brann (hostování)
- 2014–2015 Sandnes Ulf
- 2015–2016 NEC Nijmegen
- 2016 FK Bodø/Glimt (hostování)
- 2016–2018 Randers FC
- 2018–2019 Qarabağ FK
- 2019 Valur